# چاد آ. وردی
چاد آ. وردی (انگلیسی: Chad A. Verdi؛ تهیه‌کننده فیلم در کرانستون، رود آیلند است.